# Hemithea elaeopis
Hemithea elaeopis là một loài bướm đêm trong họ Geometridae.